# Neil Lennon
Neil Francis Lennon (n. 25 iunie 1971, Lurgan, Irlanda de Nord, Regatul Unit) este un fotbalist britanic retras din activitate, care a jucat pe post de mijlocaș la echipe ca Celtic, Crewe și Leicester. Pe plan internațional, are prezențe la națională pentru Irlanda de Nord U21⁠(d), Irlanda de Nord U23⁠(d), Irlanda de Nord B⁠(d) și Irlanda de Nord. După încheierea carierei, a devenit antrenor, și a antrenat, printre altele, Celtic, Hibernian și Bolton.

## Cariera de jucător
Prima sa echipă a fost Manchester City FC, pentru care a jucat până în 1990. Ulterior, a evoluat la Crewe Alexandra și Leicester City. În 2000 s-a alăturat lui Celtic FC pentru care a jucat peste 200 de meciuri și a devenit căpitan al echipei în 2005. A jucat de 39 de ori pentru echipa națională a Irlandei de Nord, marcând două goluri.
Lennon s-a retras din echipa națională în 2002, după ce Ulster Loyalist Force l-a amenințat cu moartea pentru că a vrut să joace un meci pentru „United Ireland”.
Lennon a respins o ofertă de la Leicester City de a fi jucător-manager pentru că a spus că vrea să mai câștige un titlu cu Celtic. Și Crystal Palace l-a dorit, dar Celtic a anunțat că a semnat un nou contract pe un an. În august 2006, Roy Keane, managerul lui Sunderland FC, i-a făcut o ofertă, dar a fost respinsă.
După șapte sezoane la Celtic, Lennon a semnat în vara lui 2007 pentru un alt club istoric din fotbalul britanic, Nottingham Forest. Mijlocașul veteran a jucat un sezon cu opțiunea unui altul la echipa care juca în League One, În 2008 a ajuns la Wycombe Wanderers de la care s-a retras.

## Cariera de antrenor
A fost numit antrenor interimar la Celtic în 25 martie 2010, câștigând toate meciurile rămase în campionat. Astfel, la 9 iunie, a devenit antrenor permanent al echipei. A obținut victorii în primele opt etape ale sezonului, seria încheindu-se cu o înfrângere acasă contra rivalei Rangers FC. Celtic a luptat pentru titlul de campioană în acel sezon, fiind depășită de Rangers cu un singur punct. Dar a câștigat Cupa Scoției, 3-0 în finala cu Motherwell. În sezonul 2011-12, Celtic a devenit campioană, iar în stagiunea următoare a ajuns în grupele Ligii Campionilor unde a câștigat un meci contra echipei FC Barcelona, la o zi după ce clubul a sărbătorit împlinirea a 125 de ani de activitate. Pe 21 aprilie 2013, Celtic cucerea al doilea titlu consecutiv de campioană, în cele din urmă făcând tripla, după ce a obținut Cupa Ligii și Cupa Scoției. După al treilea titlu consecutiv de campion Lennon a anunțat la 22 mai 2014 că părăsește pe Celtic.
Pe 12 octombrie 2014 a semnat un contract pentru patru ani cu Bolton Wanderers, echipă aflată în coada clasamentului din liga secundă engleză (Championship). În primele trei luni, Bolton a urcat până pe locul 14. Finalul de sezon nu a fost la fel de bun, cu o singură victorie în 11 etape, dar echipa a evitat retrogradarea, încheind pe 18. După o evoluție modestă în sezonul următor, Lennon a părăsit echipa la 15 martie 2016.
În iunie 2016, Lennon a revenit în Scoția, la Hibernian, echipă aflată în liga secundă. A câștigat cu „Hibees” titlul în Scottish Championship, revenind în Premiership după o absență de trei ani. În sezonul 2017-18, Hibs au ocupat locul 4, calificându-se pentru Europa League. În ianuarie 2019, după un conflict cu angajați ai clubului, Lennon a fost suspendat, apoi și-a reziliat contractul de comun acord.
După doar o lună, Lennon a revenit la Celtic Glasgow, în urma plecării lui Brendan Rodgers la Leicester City. A ajutat clubul să înregistreze o nouă triplă, apoi a câștigat din nou toate trofeele în sezonul 2019-2020, unul marcat de pandemia de Covid-19. Sezonul următor a venit însă cu rezultate slabe, iar în urma protestului suporterilor, Lennon a părăsit clubul la 24 februarie 2021.
Pe 8 martie 2022, Lennon a fost numit antrenor la AC Omonia, iar pe 25 mai a obținut primul trofeu, Cupa Ciprului, după o victorie în finala cu Ethnikos Achna. A adus calificarea echipei în grupele Ligii Europa în sezonul următor, dar din cauza rezultatelor dezamăgitoare în campionat, a fost demis la 18 octombrie.

### Rapid București
Pe 20 mai 2024, Lennon a fost prezentat oficial ca antrenor principal al clubului FC Rapid București din Liga I, alăturându-se echipei române pe un contract de doi ani. A fost demis după doar șase meciuri la conducerea giuleștenilor, echipa nereușind vreo victorie.